# Bob van Asperen
Bob van Asperen /bɔp vɑn ˈʔɑspərən/ (Amsterdam, 8 ottobre 1947) è un clavicembalista, organista, direttore d'orchestra e musicologo olandese.
Ha studiato presso il conservatorio di Amsterdam con Gustav Leonhardt. Ha insegnato clavicembalo nel 1973 al Conservatorio reale dell'Aia e vi è rimasto fino al 1988, quando è stato chiamato presso il conservatorio di Amsterdam, dove insegna tuttora a studenti che provengono da tutto il mondo.
Come musicologo ha dedicato i suoi studi all'opera dei compositori olandesi Jan Pieterszoon Sweelinck, Sybrandus van Noordt e Cornelius Thymenszoon Padbrué.
Nel 1967 ha interpretato Johann Elias Bach in Cronaca di Anna Magdalena Bach.
Allo stesso tempo ha svolto l'attività di concertista, debuttando nel 1968 ad Haarlem. Fino al 1984 ha fatto parte dell'ensemble di musica barocca Quadro Hotteterre.
Il suo repertorio è in gran parte dedicato alla musica del XVII e XVIII secolo, spaziando dai compositori tedeschi Johann Sebastian e Carl Philipp Emanuel Bach, agli inglesi John Bull e William Byrd, ad Antonio Soler e Scarlatti, sempre con particolare attenzione all'uso degli strumenti originali (clavicembalo, clavicordo, organo).
Le sue numerose registrazioni hanno ottenuto vari riconoscimenti internazionali, tra cui l'Edison Awards, il Preis der Deutschen Schallplattenkritik e il Diapason d'Or.

## Discografia
- 1992 - Antonio Soler, Complete Works for Harpsichord (Astrée)
- 1995 - Johann Sebastian Bach, The Concertos for Two Harpsichords (BWV 1060-1062), Bob van Asperen, Gustav Leonhardt e Melante Amsterdam (EMI Classics)
- 1996 - Georg Friedrich Händel, The Great Harpsichord Works (Sony Classical)
- 1999 - Johann Sebastian Bach, English Suites (Brilliant Classics)
- 2002 - Johann Sebastian Bach, Well Tempered Clavier Book (Angel Records)
- 2002 - Johann Sebastian Bach, Toccatas, BWV 910-916 (Elektra/Wea)
- 2006 - Johann Jacob Froberger, Hommage à l'Empereur (Aeolus)
- 2006 - Johann Jacob Froberger, Pour passes la mélancolie (Aeolus)
- 2006 - Johann Sebastian Bach, Ciaccona (Aeolus)
- 2006 - Johann Sebastian Bach, English Suites (Brilliant Classics)
- 2007 - Johann Jacob Froberger, Complete Fantasias, Canzonas e Toccatas (Aeolus)
- 2007 - Jan Pieterszoon Sweelinck, The Complete Keyboard Works (NM Classics)
- 2007 - Louis Couperin, Louis Couperin Edition, Vol. 1: Preludes de Mr. Couperin (Aeolus)
- 2008 - Johann Sebastian Bach, Concertos for solo harpsichord, con Melante Amsterdam (Virgin Classics)
- 2009 - Johann Sebastian Bach, Goldberg Variations, Toccatas (Virgin Classics)
- 2009 - Johann Jacob Froberger, Ricercar (Aeolus)
- 2010 - John Bull, Music for harpsichord (Teldec)